# Pisa Sporting Club 1931-1932
Questa pagina raccoglie i dati riguardanti il Pisa Sporting Club nelle competizioni ufficiali della stagione 1931-1932.

## Rosa
| N. |                   | Ruolo | Calciatore          |
| -- | ----------------- | ----- | ------------------- |
|    | Italia (bandiera) | C     | Athos Artigiani     |
|    | Italia (bandiera) | C     | Vasco Artigiani     |
|    | Italia (bandiera) | P     | Vasto Barsanti      |
|    | Italia (bandiera) | D     | Enrico Benedetti    |
|    | Italia (bandiera) | D     | Benedetto Del Buono |
|    | Italia (bandiera) | D     | Raffaele Capitani   |
|    | Italia (bandiera) | C     | Claire Cerri        |
|    | Italia (bandiera) | P     | Vasco Cervelli      |

| N. |                   | Ruolo | Calciatore          |
| -- | ----------------- | ----- | ------------------- |
|    | Italia (bandiera) | A     | Alessandro Duè      |
|    | Italia (bandiera) | A     | Alfio Gagliardi     |
|    | Italia (bandiera) | A     | Francesco Giuntini  |
|    | Italia (bandiera) | D     | Luigi Giuntoli      |
|    | Italia (bandiera) | D     | Mario Guerri        |
|    | Italia (bandiera) | A     | Claudio Melenotti   |
|    | Italia (bandiera) | A     | Giuseppe Piacentini |
|    | Italia (bandiera) | D     | Aldo Vettori        |